# Meneghinite
La meneghinite è un minerale appartenente al gruppo della serie degli omologhi alla meneghinite.
Il minerale fu scoperto nel 1852 nella miniera del Bottino presso Seravezza di Stazzema (provincia di Lucca). In seguito il nome del minerale fu dedicato al professore Giuseppe Meneghini.

## Abito cristallino
Aciculare.

## Origine e giacitura
La genesi è idrotermale o in depositi metamorfici. Il minerale è associato a galena, boulangerite, calcopirite ed altri solfuri più rari tra cui solfuri di stagno: stannite e franckeite.

## Forma in cui si presenta in natura
I cristalli sono allungati, spesso piegati, striati.

## Caratteristiche chimico fisiche
Il minerale è solubile in acido nitrico con separazione di polvere bianca.

## Luoghi di ritrovamento
La località classica di ritrovamento è quella ove fu ritrovata la prima volta nella miniera del Bottino ove viene trovata insieme alla boulangerite, blenda ed alla galena, oltre ad altri minerali. Nelle discariche di questa miniera si può reperire qualche pezzo di questo minerale degno di nota nei cantieri più alti.
- In Europa: Hellfors (Svezia); Scharzenberg in Sassonia, Goldkronach nei Fichelgebirge in Sassonia (Germania)[2]; nella miniera Pengenna a Saint Kew in Cornovaglia (Regno Unito);[3]
  - In Italia: Oltre alla suddetta località nelle miniere della Val di Castello presso Pietrasanta;[3]
- In America: presso Santa Cruz in California dove si trovano degli aggregati fibrosi con franckeite, stannite e silicati rari tra cui taramellite e pabstite (USA) e Marble Lake presso Barrie Township (Canada).[2]